# Плезант Вали (Њујорк)
Плезант Вали (енгл. Pleasant Valley) насељено је место без административног статуса у америчкој савезној држави Њујорк.

## Демографија
По попису из 2010. године број становника је 1.145, што је 694 (-37,7%) становника мање него 2000. године.
| Група             | 2000.         | 2010.         |
| Белци             | 1.697 (92,3%) | 1.047 (91,4%) |
| Афроамериканци    | 58 (3,2%)     | 29 (2,5%)     |
| Азијати           | 20 (1,1%)     | 11 (1,0%)     |
| Хиспаноамериканци | 48 (2,6%)     | 43 (3,8%)     |
| Укупно            | 1.839         | 1.145         |